# مد آدامز
مُد آدامز (انگلیسی: Maude Adams؛ ۱ نوامبر ۱۸۷۲ – ۱۷ ژوئیهٔ ۱۹۵۳) یک هنرپیشه اهل ایالات متحده آمریکا بود.